# US Sidi Kacem
US Sidi Kacem, ook wel bekend als Union Sportive de Sidi Kacem, is een Marokkaanse voetbalclub, gevestigd in de stad Sidi Kacem. De in 1927 opgerichte club komt uit in de Botola 2 en speelt zijn thuiswedstrijden in Stade Abdelkader Allam. De traditionele uitrusting van US Sidi Kacem bestaat uit een rood en zwart tenue.

## Geschiedenis
Na jaren in de derde divisie te hebben gespeeld, bereike Sidi Kacem de Botola Maroc Telecom (eerste divisie) in 1967 .
De club kende daarna, tijdens de jaren 70 en 80, zijn 'glorietijd" en werd het vicekampioen in de Botola Maroc Telecom en speelde twee finales van de Beker van Marokko.

## Erelijst
- Botola Maroc Telecom
  - Vice-kampioen : 1970

- Coupe du Trône
  - Finalist : 1975, 1980

- Botola 2
  - Kampioen : 1967, 1996

- GNFA 1
  - Kampioen : 2005
  - Finalist : 2016

Raja de Beni Mellal ·
Club Jeunesse Ben Guerir ·
Rachad Bernoussi ·
Youssoufia Berrechid ·
Maghreb Fez ·
Wydad de Fès ·
JA Kasbah Tadla ·
KAC Kenitra ·
Jeunesse Massira ·
Mouloudia Oujda ·
US Musulmane d'Oujda ·
AS Salé ·
Union de Sidi Kacem ·
Wydad de Témara ·
Ittihad Zemmouri de Khémisset